# Griveta de Mèxic
La griveta de Mèxic (Catharus minimus) és una espècie d'ocell de la família dels túrdids (Turdidae) que habita boscos de coníferes i altres formacions arbòries del nord-est de Sibèria, Alaska i nord del Canadà continental, fins a Terranova.